# Chinattus taiwanensis
Chinattus taiwanensis és un saltícid que habita exclusivament a Taiwan.
Aquesta aranya té una llargada (excloent les cames) de 3,9 mm. La part dorsal de l'exoesquelet és de color marró fort, i les cames i l'abdomen cilíndric són d'un color entre gris i negre.
Es pot distingir del Chinattus validus, una espècie similar, per la forma dels palps.